# 24146 Benjamueller
24146 Benjamueller è un asteroide della fascia principale. Scoperto nel 1999, presenta un'orbita caratterizzata da un semiasse maggiore pari a 2,7850286 UA e da un'eccentricità di 0,0944478, inclinata di 5,26563° rispetto all'eclittica.